# Прато Гранде Бадија (Ђенова)
Прато Гранде Бадија је насеље у Италији у округу Ђенова, региону Лигурија.
Према процени из 2011. у насељу је живело 34 становника. Насеље се налази на надморској висини од 401 м.